# Nabawiyya Musa
Nabawiyya Musa, née le 17 décembre 1886, morte le 30 avril 1951, est reconnue comme l'une des pionnières du féminisme au XXe siècle, en Égypte. Elle est souvent associée à Huda Sharawi et à Malak Hifni Nasif , mettant comme elles l'accent sur le besoin de faciliter l'accès aux études, sur les actions de santé et d'une moindre exploitation sexuelle pour les femmes.

## Biographie
Née le 17 décembre 1886 à Zagazig, elle grandit à Alexandrie. Dans son enfance, son frère l'aide à apprendre à lire et écrire à la maison. Elle acquiert davantage par elle-même des connaissances en mathématiques. Au moment de ses treize ans, elle souhaite poursuivre son éducation scolaire, mais sa famille refuse. Défiant  les normes sociales de l'époque, elle réussit à poursuivre. Elle termine ses études secondaires en 1907. Elle serait la première jeune fille  à terminer  des études secondaires en Égypte. En 1908, elle  termine une année complémentaire de formation pédagogique . 
Elle devient une femme de lettres et une éducatrice passionnée, donnant également des conférences  pour l'éducation des femmes. Elle est persuadée que l'instruction est indispensable à une plus forte autonomie des femmes,  et à leur contribution aux moyens financiers des ménages. Elle remarque que l'égalité plus forte entre hommes et femmes dans les classes sociales les plus modestes est un bon modèle pour que les femmes des classes moyennes dispose d'une égalité des chances et d'un accès au monde du travail. Elle estime également que les différences entre les hommes et les femmes ne sont qu'une construction sociale. Elle cherche aussi à mettre fin aux violences sexuelles à l'égard des femmes. Elle  estime que donner aux femmes un statut d'égalité dans le travail et dans l'éducation serait les rendre moins vulnérables et moins soumises aux violences.
Passionnée de pédagogie, elle écrit et publie des articles tels que “al-Ayat al –badyyina fi tarbiya.ma al-banat" (Traité sur l'éducation des jeunes filles), en 1902, "al-Mar a wa-l-‘amal" (La Femme et le Travail) en 1920. Elle tient   également une chronique dans al-Balagh al-usbui (unl hebdomadaire).
Elle devient une des fondatrices du mouvement féministe en Égypte. Elle se fait remarquer ses points de vue sur l'égalité des chances pour les femmes, mais qui font aussi écho au courant nationalisme se développant par ailleurs dans le pays. Elle et ses partenaires dans le mouvement féministe estiment par contre qu'un appel radical pour le dévoilement de la femme n'est pas nécessaire dans un premier temps, et serait mal compris en Égypte. Cependant, après avoir assisté à une conférence à Rome en 1923, elle revient en Égypte, avec Huda Shaarawi et Ceza Nabarawi en mettant en avant davantage la liberté de se dévoiler.
Elle décède le 30 avril 1951, peu de temps avant les bouleversements politiques qui vont se traduire par la fin du royaume d’Égypte .